# Panteras de Miranda
Panteras de Miranda es un equipo profesional de baloncesto venezolano con sede en Caracas, Miranda. Compiten en la Conferencia Oriental de la Superliga Profesional de Baloncesto (SPB) y disputan sus partidos como locales en el Gimnasio José Joaquín Papá Carrillo del Parque Miranda.

## Historia

### Antecedentes
En 1975, se produjo una expansión en la Liga Especial de Baloncesto con la inclusión de los Petroleros del Zulia y Panteras del Táchira. Años después, en 1981 el equipo fue vendido y así nace las Panteras de Lara. Sin embargo, durante su estancia en el estado Lara el club tuvo múltiples problemas, por lo que Amílcar Gómez, locutor comercial del equipo de béisbol Cardenales de Lara, negoció la franquicia con Humberto Oropeza y la trasladó al estado Miranda.

### Nacimiento de la franquicia
En 1986 se produjo el nacimiento de las Panteras de Miranda, siendo su sede el Parque Miranda. Ganando su primer encuentro 100–93 a Trotamundos de Carabobo. El equipo logró llegar a la final en esa temporada para enfrentar a los Trotamundos, cayendo derrotados en cinco juegos. En la campaña siguiente, 1987, Panteras y Trotamundos, consiguieron llegar a la final para caer nuevamente en cinco encuentros.
Entre los años 1992 y 1994 se llamó Panteras Rex de Miranda dado que estaban siendo patrocinadas por la conocida franquicia de zapaterías Tiendas Rex.
No es sino hasta 1995 cuando Panteras logra ser campeón, en esta ocasión ante los Marinos de Oriente. Siete fueron los desafíos para poder titularse campeones en su feudo.
En las contiendas de 1999 y 2002, Panteras vuelven a ser derrotados por los Trotamundos de Carabobo, para así convertirse en el único equipo en ser derrotados en cuatro finales por un mismo equipo.
Para la temporada 2023 se anunció el regreso del conjunto al fusionarse con el conjunto de Supersónicos de Miranda. El último año donde vieron acción fue en la Copa LPB 2019.

## Pabellón

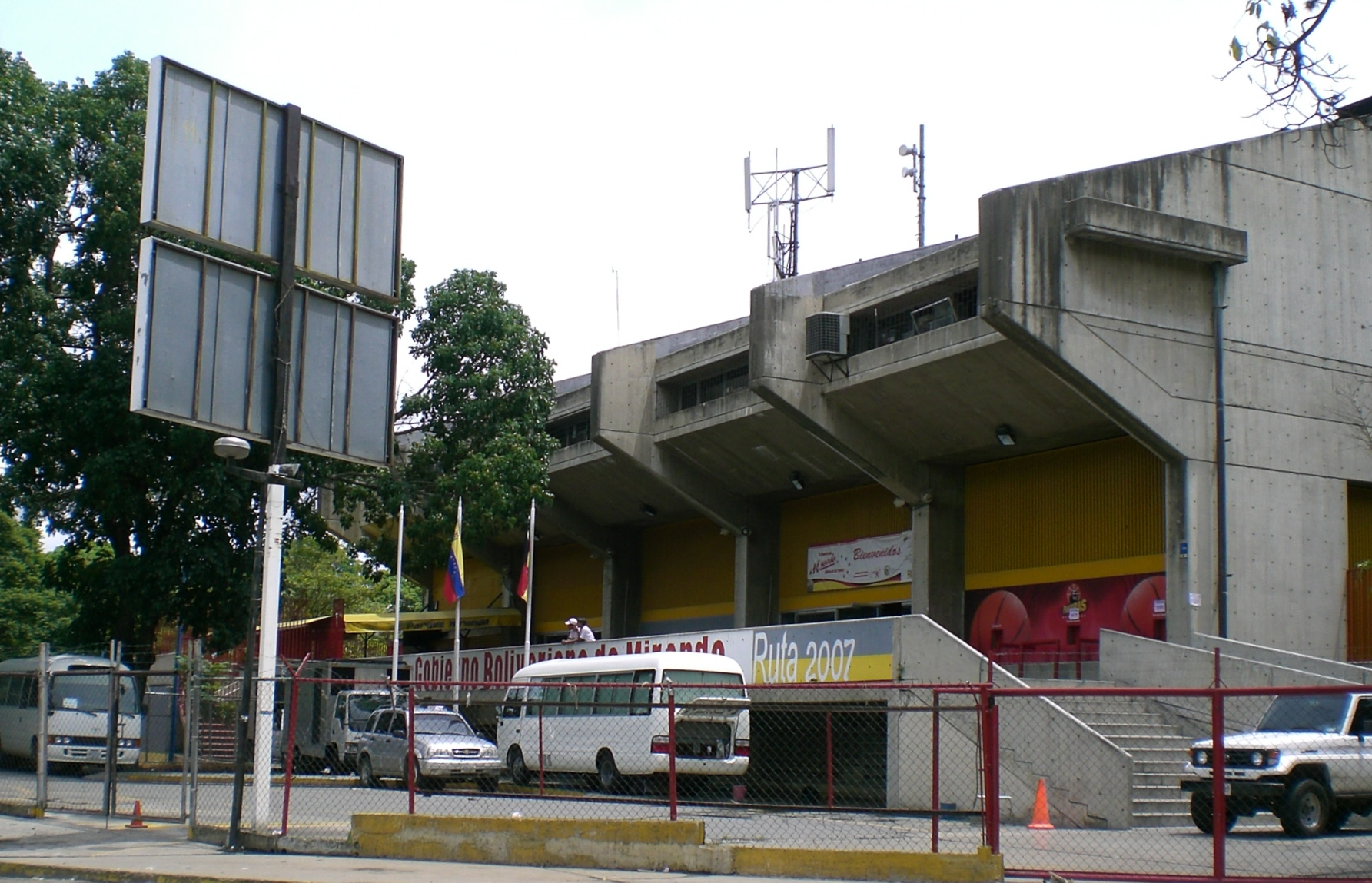
Exterior del Gimnasio José Joaquín Papá Carrillo.

El Gimnasio José Joaquín Papá Carrillo es un pabellón o domo multiusos. Se ubica en Los Dos Caminos, específicamente en la avenida Rómulo Gallegos de Sebucán, municipio Sucre del estado Miranda.
Forma parte del Complejo Deportivo Parque Miranda y fue la sede del voleibol durante los IX Juegos Panamericanos Caracas 1983. Es una propiedad pública administrada por el Gobierno del Estado Miranda, a través del Instituto de Deportes Regional Mirandino (Idermi). 
Es una de las dos instalaciones aprobadas y utilizadas regularmente en el Distrito Metropolitano de Caracas por la Liga Profesional de Baloncesto de Venezuela (el otro es el Gimnasio José Beracasa), siendo la sede regular del equipo que representa al estado en la liga, conocido como Panteras de Miranda desde el año 1986. De los 10 domos de baloncesto utilizados, el gimnasio José Joaquín Papá Carrillo es la instalación deportiva de menor capacidad, con 3500 espectadores aproximadamente.
Su estructura puede ser usada no solo para la práctica del baloncesto sino también para otros deportes de equipos, espectáculos culturales y políticos, etc.
Desde el año 2011 con la creación de la Liga Venezolana de Voleibol se designó dicho complejo como sede del equipo de voleibol Vikingos de Miranda.

## Jugadores

### Plantilla 2024
| Num                       | Nac.                                       | Jugador          | Pos  | Altura | Edad    |
| 1                         | Bandera de Estados Unidos                  | Kareem Canty     | B    | 1,85 m | 31 años |
| 4                         | Bandera de Venezuela                       | Abrouse Acosta   | B    | 1,80 m | 32 años |
| 12                        | Bandera de Venezuela                       | Eliezer Montaño  | AP   | 2,06 m | 33 años |
| 24                        | Bandera de Venezuela                       | Jhon Romero      | A-AP | 2,02 m | 39 años |
| 30                        | Bandera de Venezuela                       | José Manaure     | E    | 1,93 m | 37 años |
| 7                         | Bandera de Venezuela                       | Morris Sierralta | E-A  | 1,90 m | 38 años |
| 15                        | Bandera de Venezuela                       | Junior Martínez  | A    | 2,00 m | 33 años |
| 2                         | Bandera de Estados Unidos                  | Trey Gilder      | A    | 2,06 m | 40 años |
| 0                         | Bandera de Venezuela                       | Luis Germany     | A    | 1,95 m | 29 años |
| 5                         | Bandera de Venezuela                       | Gregory Curvelo  | E    | 1,90 m | 34 años |
| 8                         | Bandera de Colombia · Bandera de Venezuela | Luís Julio       | AP   | 2,01 m | 44 años |
| 22                        | Bandera de Venezuela                       | Enderson Ramos   | B-E  | 1,85 m | 29 años |
| 44                        | Bandera de Estados Unidos                  | Anthony Kent     | P    | 2,08 m | 41 años |
| 25                        | Bandera de Venezuela                       | Elvis Burguillo  | E    | 1,92 m | 42 años |
| Entrenador: Daniel Seoane |                                            |                  |      |        |         |

## Palmarés
- Liga Profesional de Baloncesto (1): 1995.
  - Subcampeón (4): 1986, 1987, 1999, y 2002.